# コンク
コンク （Conques、オック語:Concas）は、フランス、ミディ＝ピレネー地域圏、アヴェロン県の旧コミューン。
中世、コンクはアジャンの聖フォワ（fr）の聖遺物を祀る地として巡礼地であった。世界遺産のサンティアゴ・デ・コンポステーラの巡礼路の1つとして、サント＝フォワ修道院とドゥルドゥ川に架かる橋が登録された。また、フランスの最も美しい村にも選ばれている。
2016年1月1日、合併によりコンク＝アン＝ルエルグ（Conques-en-Rouergue）となった。

## 地理

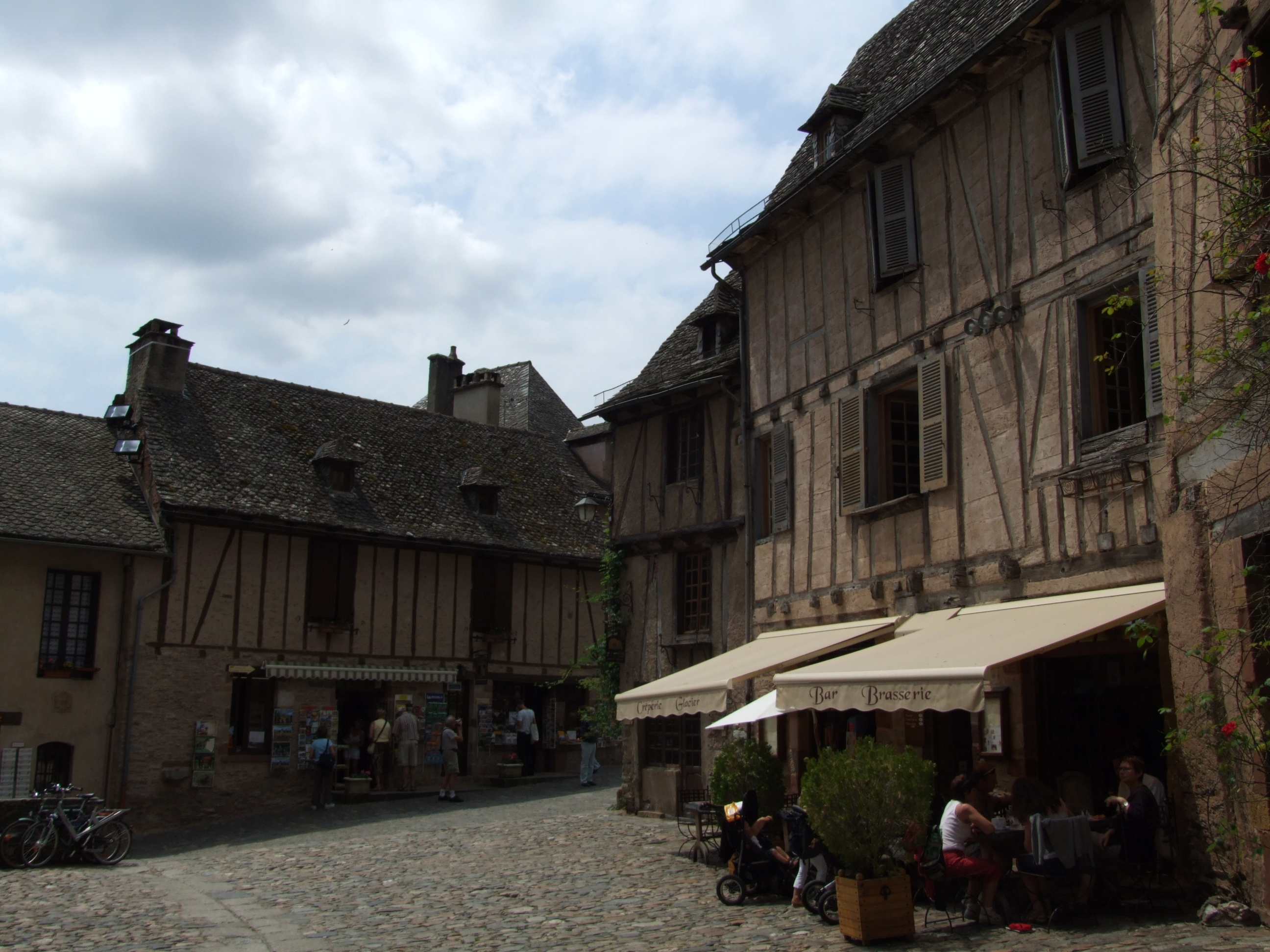
町並み

コミューンはドゥルドゥ川とウシュ川の合流地点にある。この地形がホタテガイに似ていたため、コンク（ラテン語ではconcha、オック語ではconcas）という名称を与えられたとされる。県都ロデーズの北にあり、サント＝フォワ修道院周囲に密集する中世以来の町並みが、陽光差す山の中腹に現れる。生け垣に囲まれた住宅は、正午頃にそのファサードに日が当たる。ホタテガイの意匠が目立つ。通りの舗装、屋根に至るまで石が使われている。扉や窓の縁飾りのために切石が使われ、灰色やピンク色の砂岩、さらに花崗岩が使われることは非常にまれである。

## 歴史

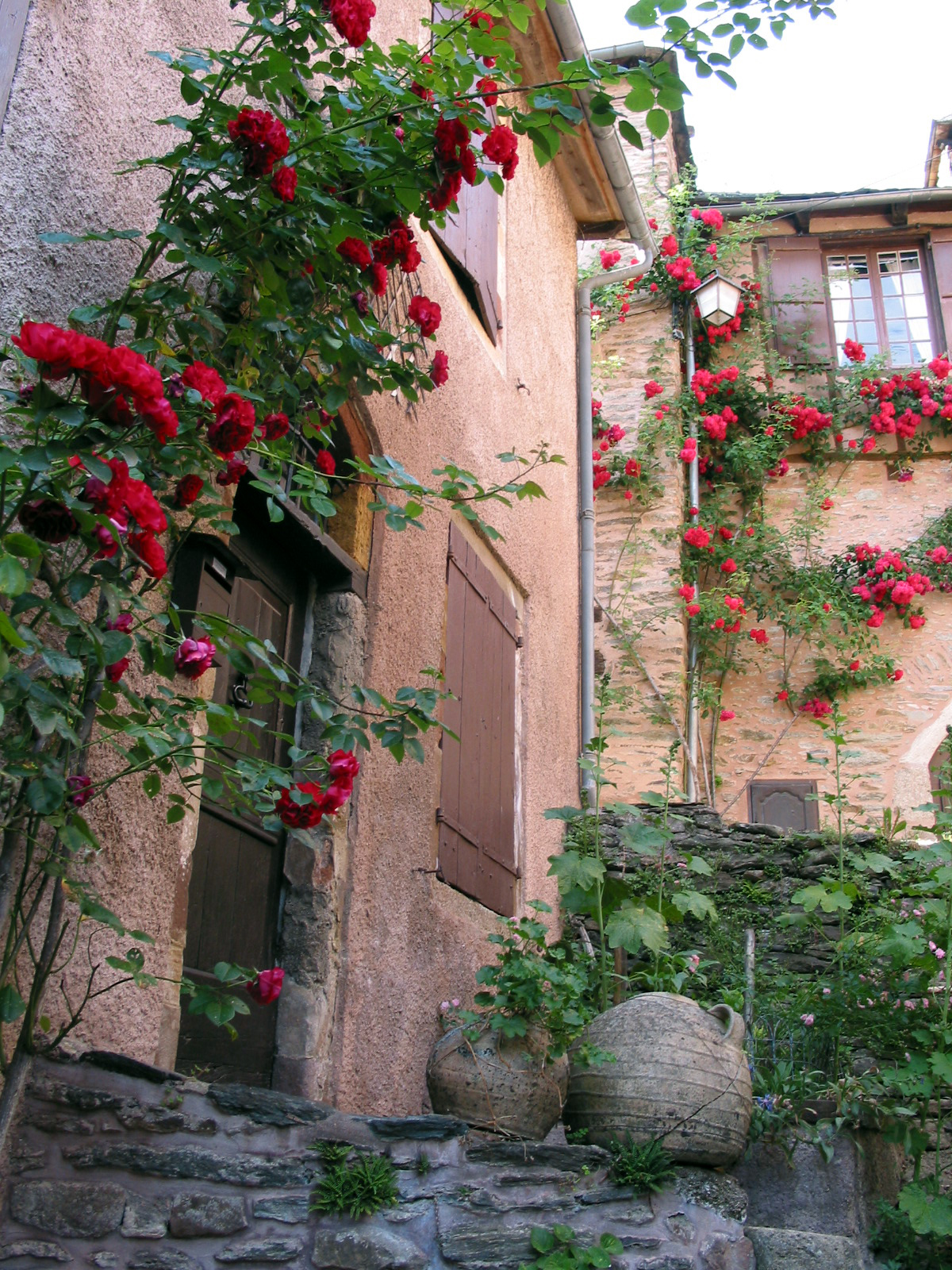
コンクの民家

5世紀にはこの地に聖ソヴールを祀った礼拝堂と、それを中心にする小集落があったと考えられている。この礼拝堂はイスラム教徒の北進の後、730年以降にピピン3世、次いでカール大帝の援助を得て再建された。同時期に修道士ダドンが修道院を創設し、819年にベネディクト会則へ準拠した。この修道院はよく組織されており、次第に地所を統合拡大しつつ、停滞する9世紀の経済にあって繁栄を失わない一画を形成していた。
ちょうどこの時期の864年から875年の間に、コンクの修道士アリヴィスクスがアジャン近郊の教会に安置されていた聖フォワの聖遺物を盗み出すという歴史的な事件が起きた。聖フォワは303年にアジャンで没した12歳の殉教者である。この〈敬虔なる盗み〉はさらなる奇跡の引き金となり、多くの巡礼者をコンクへ引き寄せることとなった。
さらに同時期に、聖ヤコブのものとされる墓がサンティアゴ・デ・コンポステーラで発見された。ルエルグ伯は955年から960年の間に聖ヤコブに崇敬を示すためガリシア地方に赴き、最初期の巡礼者の一人となった。その30年後に彼の息子レーモンはバルセロナ周辺でイスラム教徒に勝利し、謝意の証として豪華な戦利品をコンクへ贈った。銀細工で装飾された鞍である。それを用いて修道士たちは大きな十字架をつくった。
11世紀の間、聖フォワは、スペインでのレコンキスタに赴く十字軍騎士たちの守護聖人であった。2人のコンクの聖職者が、ナバーラとアラゴンで司教となった。1077年以降にパンプローナ司教となったピエール・ダンドック、1100年にバルバストロ司教となったポンスである。アラゴン王ペドロ1世は、その後に聖フォワへ献堂した修道院を建てている。
コンクを出発後、クエルシーへ向かうものと、モワサックの修道院へ向かうそれぞれの道程をつなぐ巡礼路がある。最短のものはオーバンへ向かう、ドゥルドゥ川に架かる古い橋である。しかし、グラン＝ヴァブル村の小集落ヴァンズルと北西のフィジャックを通過する道程が主流であった。
13世紀、コンクのサント＝フォワ修道院は強力になり、その経済力は頂点に達した。しかし14世紀から15世紀に衰え、1424年12月22日、ついに世俗化された。
フランス革命後に廃れていたコンクは、1837年、当時歴史文化財の検査官でもあったプロスペル・メリメによって再発見された。宝物や教会の正門は住民の手で完全な状態で保存されていたが、教会には幾らかの補強が必要だった。
1832年、コンクはモンティニャックとサン＝マルセルの一部を併合した。
1873年、ロデーズ司教ブールは、プレモントレ修道会の再建者エドモン・ブルボンによって、聖フォワ信仰と巡礼地コンクの復活を依頼された。1873年6月21日から、白い修道服をまとった6人の修道士たちが、ロデーズ司教の命令により厳かにかつての修道院に居住するようになった。フランス第三共和政初期、コンクの住民たちは、既に失われた信仰の記憶が甦るのを目撃したのだった。
1911年、中世以来の宝物を保管する博物館が建設された。聖フォワの聖遺物は1875年に取り戻され、1878年から巡礼が敬意を表しに現れた。

## サント＝フォワ修道院と教会

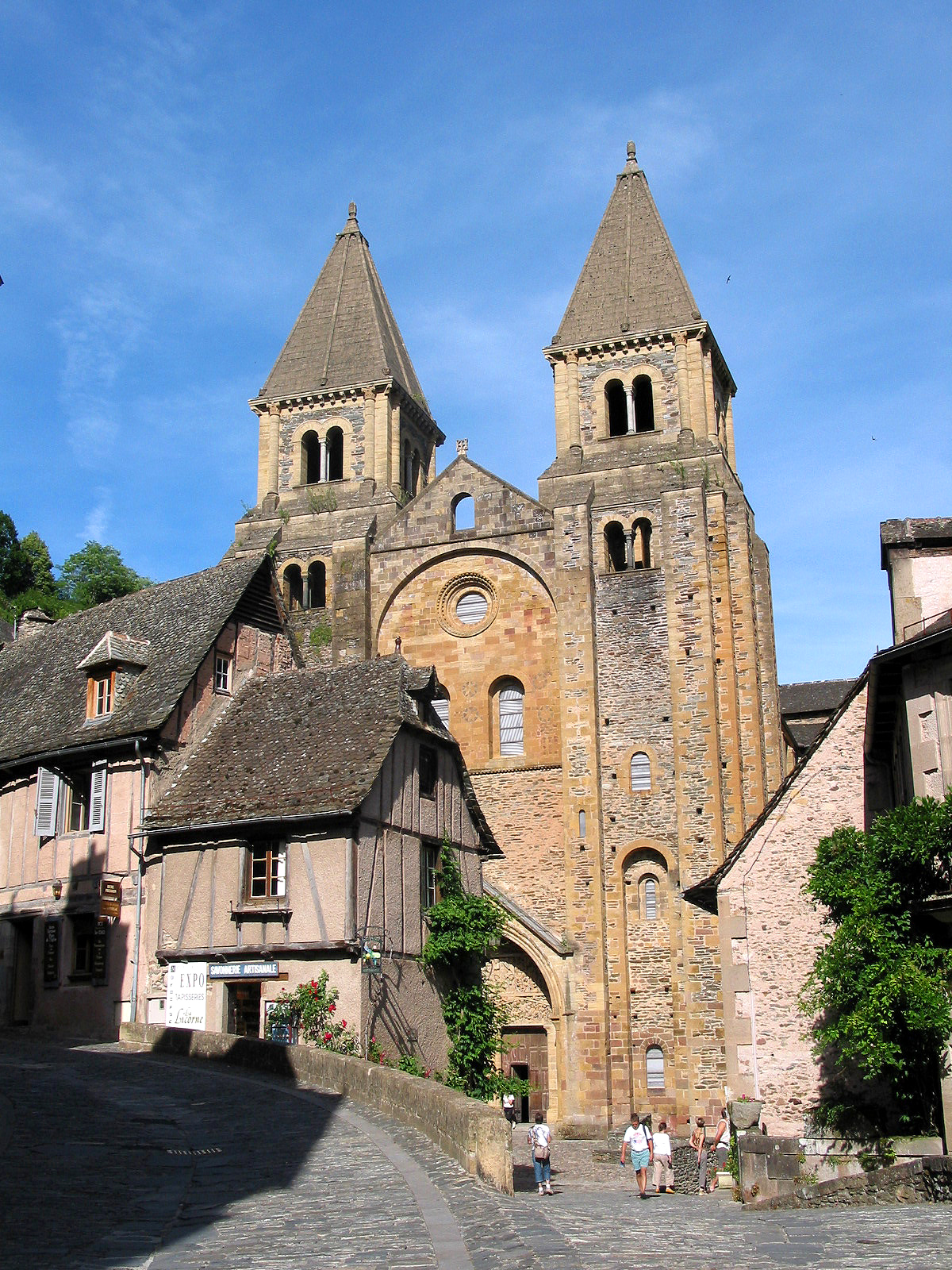
教会のファサード
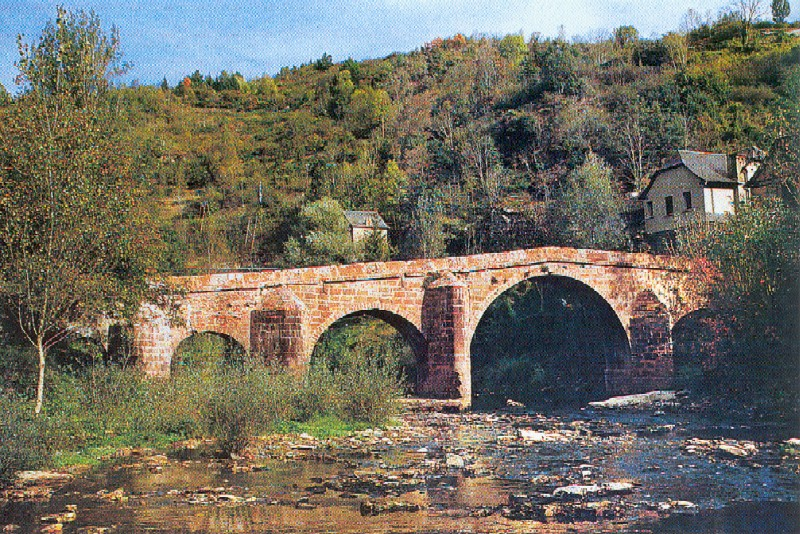
コンクのローマ橋[2]。1410年に架けられた。
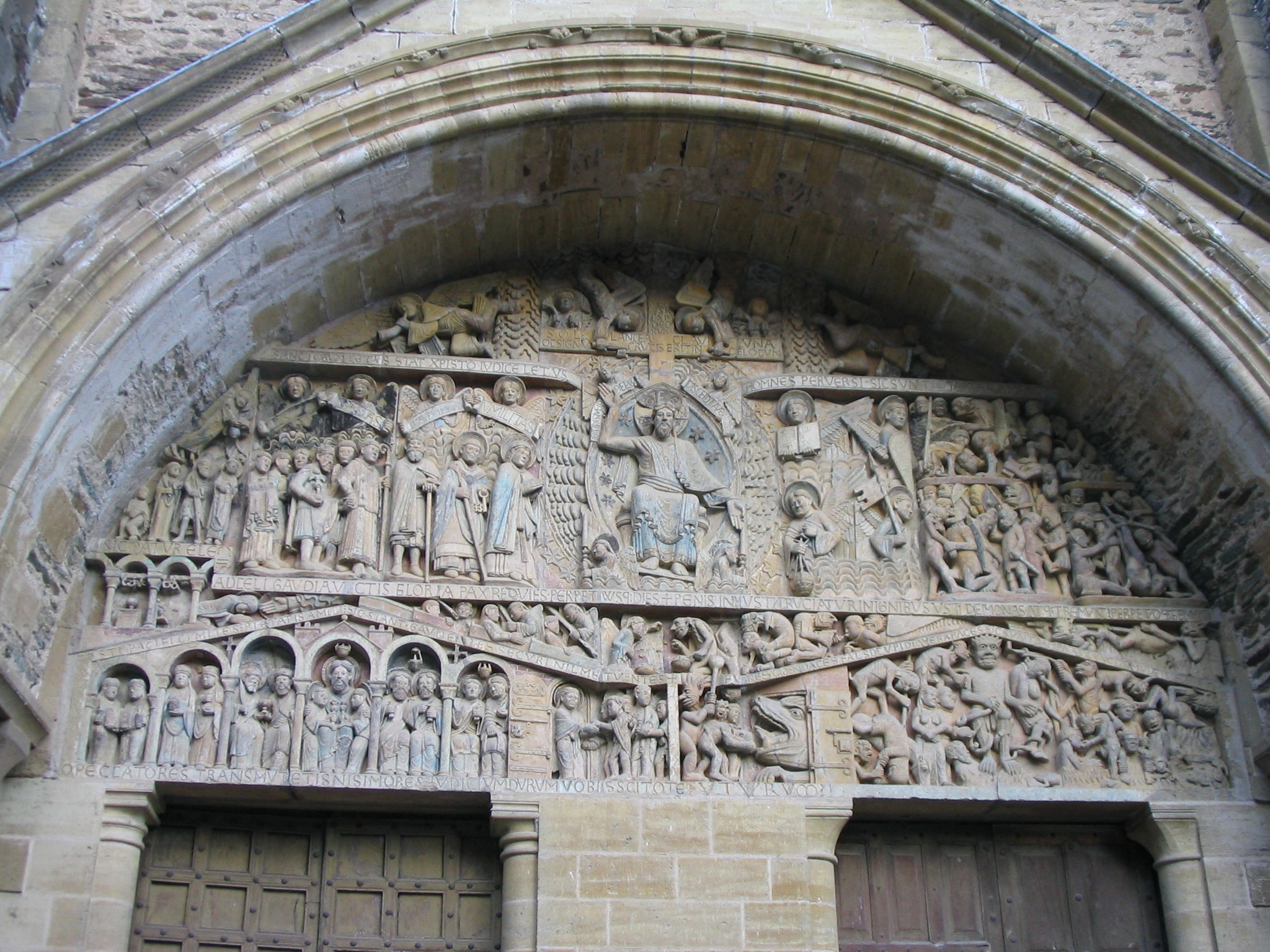
ティンパヌム（タンパン）

この壮大なロマネスク様式の建物は、11世紀から12世紀にかけて建てられた。ファサード両側の2本の塔は、19世紀のものである。ティンパヌムは特筆されるものである。修道院と教会には、カロリング朝美術の独特の美が保存されている。内部はピエール・スーラージュによるステンドグラスで飾られている。